# Na Litavce
Na Litavce – stadion o pojemności 9100 widzów w czeskim Przybramie, na którym rozgrywa mecze 1. FK Příbram. Został oddany do użytku 11 września 1955. Swą nazwę zawdzięcza przepływającej niedaleko rzece Litavka. Rozgrywano na nim pojedynki w ramach mistrzostw Europy do lat 19 w 2008 roku. Podczas fali powodzi w Europie w 2002 stadion został zalany, w wyniku czego odwołano ligowy mecz ze Slavią.